# 前田 (茨城町)
前田（まえだ）は、茨城県東茨城郡茨城町の大字。

## 地理
茨城町の北部に位置し、北は水戸市平須町、西と南は赤穂川、涸沼前川を隔てて大戸、東は長岡と隣接する。北側の大地部分のエリアは水戸市のベッドタウンとなっており、前田団地や工場、ロードサイド店舗が並ぶ。一方、南側の平地部分は、田畑が多い。

## 小字
以下の小字がある。
- 赤穂
- 圷戸
- あつき田
- 穴田
- 雨沼池
- 雨沼の上
- 荒地
- 荒谷
- 荒谷後
- 荒谷下
- 荒谷前
- 池下
- 池の上
- 石谷原
- 一斗穂町
- 壱本松
- 稲荷後
- 稲荷久保
- 稲荷山
- 入前
- 上ノ山
- 江下
- 槐田
- 大作田
- 角作
- 鹿島下
- 釜作
- 神
- 上原台
- 上前
- 北の内
- 北山
- 源左衛門前
- 糀塚
- 越巻
- 小島
- 小橋川
- 山王
- 山王下
- 下タ田
- 芝居久保
- 下坪
- 下始
- 下前
- 下谷原
- 重兵衛脇
- 拾メ塚
- 次郎五
- 新谷
- すがき田
- 雀作り
- 清吉後
- 清吉前
- 前々坊
- 大志ん
- 台田
- 大連寺
- 竹越
- 町田
- 塚田
- 寺坪
- 寺前谷津
- 寺屋敷
- 藤兵衛脇
- 堂前
- 堂免
- 殿山
- 中畑
- 中山
- 梨の木
- なべこうじ
- 苗代免
- 西作田
- 二斗蒔
- 野田坪
- 野田前
- 野田向
- 延作
- 祢の町
- はざ間
- はしかべ
- 八幡後
- 八幡久保
- 八幡前
- 八幡山
- 塙田
- 巾木免
- 冷田
- 東原
- 東山
- 堀の内後
- 堀の内妻
- 堀の内東
- 堀の内前
- 本茶
- 本茶久保
- 本茶ノ上
- 水引
- 南口
- 宮の後
- 宮脇
- 矢倉
- 谷田内
- 谷津
- 谷津田
- 谷津田後
- 柳町
- 山下
- 山田
- 山田下道付
- 山中道

## 歴史
- 1889年（明治22年）：前田村と（旧）長岡村、常井村、近藤村、大戸村、馬渡村、小鶴村、谷田部村が合併し、東茨城郡長岡村が誕生。前田村は長岡村大字前田に
- 1955年（昭和30年）2月11日：長岡村が町政施行を行い東茨城郡長岡町に。同日、川根村、上野合村、鹿島郡沼前村と合併し、東茨城郡茨城町が誕生。茨城町大字前田になる。

## 世帯数と人口
2021年（令和3年）12月31日現在の世帯数と人口は以下の通りである。
| 町丁 | 世帯数  | 人口    |
| ---- | ------- | ------- |
| 前田 | 880世帯 | 1,982人 |

## 小・中学校の学区
町立小・中学校に通う場合、学区は以下の通りとなる。
| 番地 | 小学校             | 中学校             |
| ---- | ------------------ | ------------------ |
| 全域 | 茨城町立長岡小学校 | 茨城町立明光中学校 |

## 交通

### 道路
- 北関東自動車道
  - 当地内を通過しており、「北山橋」「源左衛門前橋」「前田大橋」の3橋が架橋されている。
- 国道6号
  - 涸沼前川橋 - 長岡立体までの一部分を通過。
- 茨城県道40号内原塩崎線
- 茨城県道50号水戸神栖線

### 鉄道
- 当地内に鉄道は走っていない。最寄り駅はJR常磐線水戸駅から路線バス利用となる。

### バス
| 系統 | 主要経由地                                                         | 行先               | 運行会社  |
| ---- | ------------------------------------------------------------------ | ------------------ | --------- |
|      | 石岡駅・堅倉・奥ノ谷・長岡西・東原・平須・千波・大工町・水戸駅     | 石岡駅・水戸駅     | ■関東鉄道 |
|      | 鉾田駅・海老沢・奥ノ谷・長岡西・東原・平須・千波・大工町・水戸駅   | 鉾田駅・水戸駅     | ■関東鉄道 |
|      | 鉾田駅・大和田・奥ノ谷・長岡西・東原・平須・千波・大工町・水戸駅   | 鉾田駅・水戸駅     | ■関東鉄道 |
|      | 茨城空港・上吉影・奥ノ谷・長岡西・東原・平須・千波・大工町・水戸駅 | 茨城空港・水戸駅   | ■関東鉄道 |
|      | 茨城町役場・奥ノ谷・長岡西・東原・平須・千波・大工町・水戸駅       | 奥ノ谷坂上・水戸駅 | ■関東鉄道 |

- 前田の宿や、上野山古墳へ行く場合は「長岡西」バス停から3つ奥ノ谷寄りにある「長岡坂下」バス停が最寄りとなる。
- 1983年（昭和58年）3月31日までは国鉄バス（現・ジェイアールバス関東）友部線（常陸長岡 - 友部）のバス路線が県道40号線を通過していた[8]。

## 施設

### 商業施設
- 東京靴流通センター茨城町店
- セブン-イレブン茨城町前田店
- クリーニング専科茨城町前田店

### 史跡
- 上野山古墳

### 公共施設
- 前田公民館
- 前田団地親交館